# Copacabana Palace

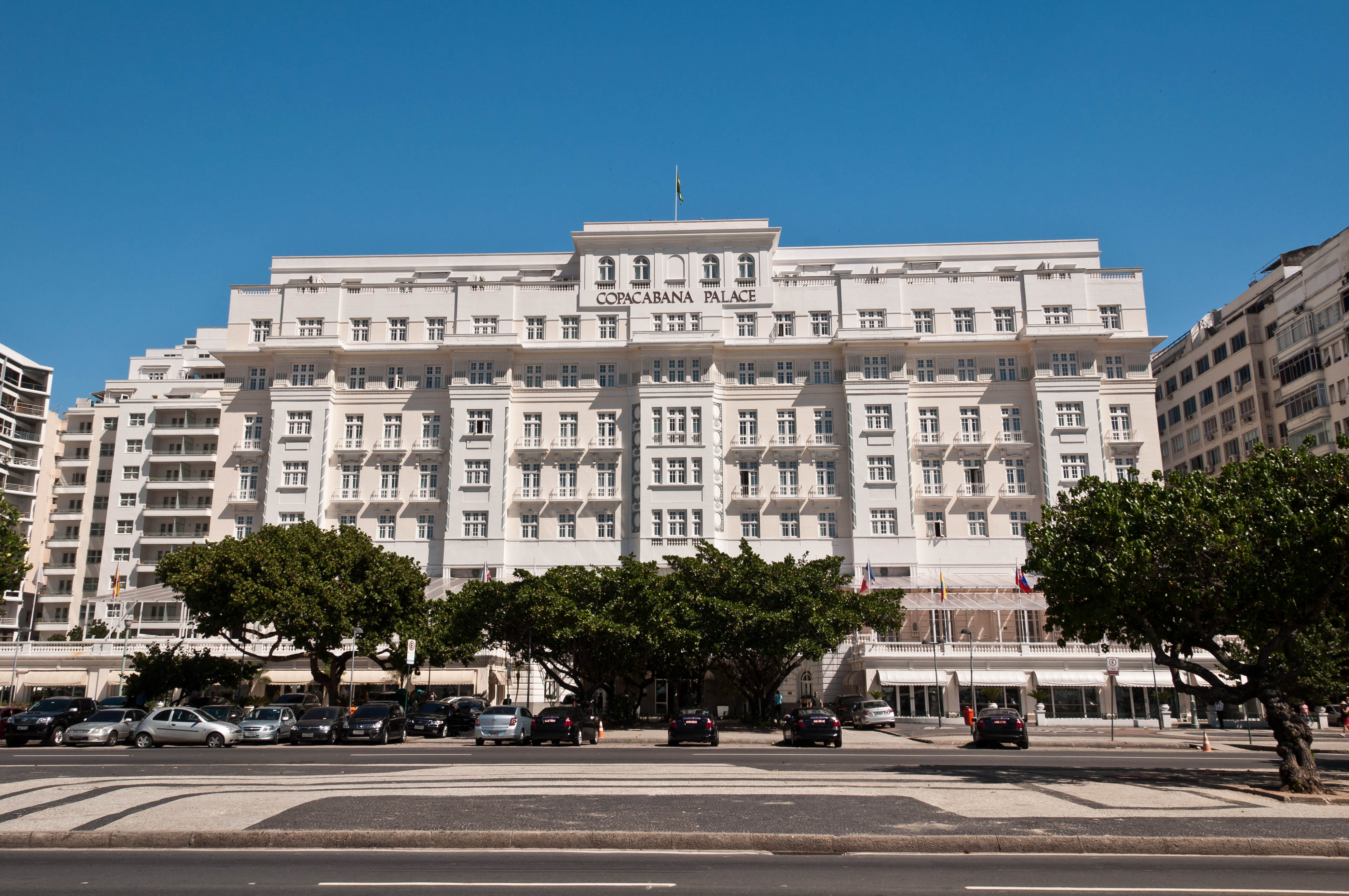
Het Copacabana Palace

Belmond Copacabana Palace is een hotel in de Braziliaanse stad Rio de Janeiro. Het kijkt uit over het strand van Copacabana. Het gebouw is ontworpen door de Franse architect Joseph Gire en opende zijn deuren op 13 augustus 1923.
Het hotel is een van de bekendste hotels van het land, bekend door de vele beroemdheden die er gelogeerd hebben en de evenementen die er georganiseerd worden. Het hotel is meerdere malen verkozen tot het beste hotel van Zuid-Amerika, o.a. in 2009, toen het de World Travel Award won.
Het is ontworpen in lijn met de grote strandhotels die eind 19e en begin 20e eeuw in alle delen van de wereld werden gebouwd. Het beschikt over 127 suites en 116 appartementen, verdeeld over het hoofdgebouw en het bijgebouw. Het complex staat op een oppervlakte van twaalfduizend vierkante meter.

## Geschiedenis
Belmond Copacabana Palace werd tussen 1919 en 1923 gebouwd in opdracht van zakenman Octavio Guinle en Francisco Castro Silva, op initiatief van president Epitacio Pessoa (1919-1922), die een groot toeristisch hotel in de toenmalige hoofdstad van het land wilde. Dit was nodig voor het grote aantal bezoekers dat verwacht werd voor de grote tentoonstelling die vanwege de viering van de honderdjarige Braziliaanse onafhankelijkheid zou worden gehouden. Het hotel kreeg fiscale voordelen en een vergunning om er een casino in te exploiteren. Een vereiste van de ondernemer.
Toen de overeenkomst eenmaal was gesloten, verwierf Guinle een stuk grond aan het strand van Copacabana, aan de Avenida Atlântica, die in 1919 werd uitgebreid. Het hotel was destijds het eerste grote gebouw in Copacabana en werd alleen omringd door kleine huizen en villa’s.
De Franse architect Joseph Gire werd ingehuurd om het project uit te voeren, geïnspireerd door twee beroemde hotels aan de Franse Rivièra, namelijk het Negresco in Nice en het Carlton in Cannes. De stijl is sober maar wel indrukwekkend met veel gebruik van carraramarmer en Boheems glaswerk.
De opening vond pas een jaar na de viering van de onafhankelijkheid plaats, door problemen met de import van marmer en een overstroming in 1922 die de boulevard en de onderste verdiepingen beschadigde.

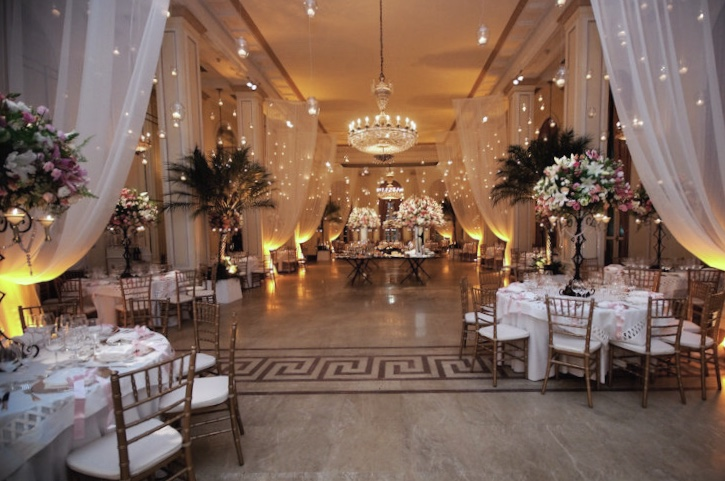
Zaal in het hotel

Voor de opening werd de Franse zangeres en actrice Mistinguett uitgenodigd. Zij stond erom bekend dat ze de mooiste benen ter wereld had maar deze mocht ze tijdens het feest niet laten zien.
Vanwege de veel te late opening probeerde president Artur Bernardes (1922-1926) de vergunning voor het casino in 1924 alweer in te trekken. Na tien jaar procederen werd de familie Guinle in het gelijk gesteld om mocht het casino blijven bestaan.
Op 23 mei 1928 werd president Washington Luis (1926-1930) in het hotel neergeschoten door zijn minnares, de Italiaanse markiezin Elvira Vishi Maurich, die toen 28 jaar oud was. De president werd naar het ziekenhuis gebracht met als officiële reden dat hij een blindedarmontsteking had. Vier dagen later werd de jonge markiezin dood aangetroffen. Volgens het politierapport was het zelfmoord.

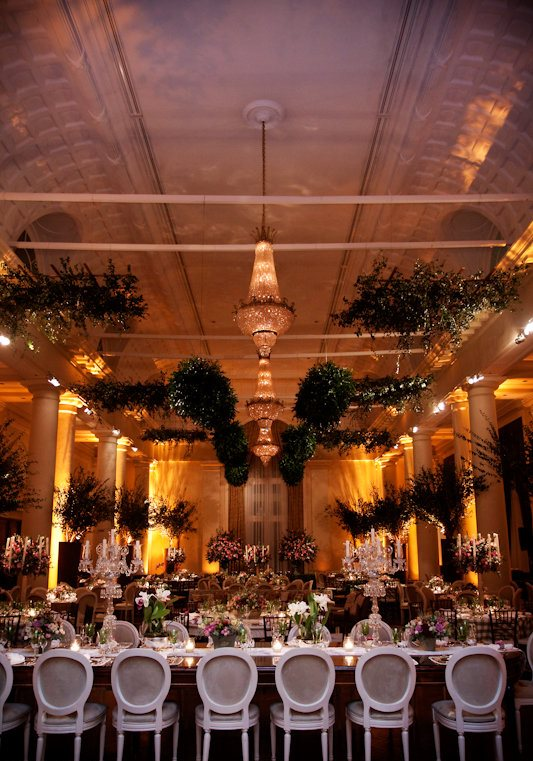
Banketzaal

In april 1946, na de Tweede Wereldoorlog, werd gokken in het hele land verboden, onder president Eurico Gaspar Dutra (1946-1951). Het casino werd vervolgens omgevormd tot een concertzaal en het hotel onderging een grote renovatie, waardoor de capaciteit werd vergroot en er twee delen aan het hoofdgebouw werden toegevoegd: een zijpergola en een deel aan de achterkant (geopend in 1949).
In 1960 werd Brasilia de nieuwe hoofdstad van Brazilië en werd het belang van het hotel minder groot. Zeker toen in de jaren jaren zeventig nieuwe hotels in de omgeving werden gebouwd. In 1985 werd het plan opgevat om het te slopen. Het gebouw werd echter tot monument verklaard Waardoor het voor de sloop behoed werd. In 1989 werd het complex verkocht aan de Belmond-groep.

## Trivia
De musicalfilm Flying Down to Rio uit 1933 speelt zich af in en rond het fictieve Hotel Atlântico dat op het Copacabana Palace lijkt geïnspireerd.